# Rick Gonzalez
Rick Gonzalez (Nueva York, 30 de junio de 1979) es un actor estadounidense, más conocido por su papel como Timo Cruz en la película Coach Carter, y como Ben Gonzalez en la serie dramático-sobrenatural de la CW Reaper.

## Primeros años
Gonzalez nació en la ciudad de Nueva York de ascendencia dominico-puertorriqueña. Sus padres se conocieron en New York, ciudad donde se casaron y luego divorciaron. Ellos se establecieron en Bushwick dentro de Brooklyn donde criaron a Rick. Allí hizo sus estudios primarios y secundarios. Ya desde pequeño, Rick improvisaba "shows" para toda su familia y participaba de cada evento escolar.  Sus maestros fueron el instrumento y alentaron a Rick para que ingresara a la High School of the Performing Arts, allí es donde se desarrolla la película Fame, en Manhattan. Hizo la prueba y fue aceptado. Se graduó en 1997 y empezó una carrera de actor.

## Carrera
Gonzalez comenzó su carrera como actor en New York donde consiguió un pequeño papel en la película para televisión Thicker Than Blood (1998) como Sánchez.  En 1999, debuta en un largometraje en el papel de Ricky en la película Mambo Cafe, donde compartió créditos con la cantante y actriz mexicana Thalia,  que fue lanzada en el año 2000.  Continuó con su participación en la película Prince of Central Park (2000) para luego dirigirse a Los Ángeles, California.
En Hollywood, participó en 2001 de la película Cocodrilo Dundee en LA. Le siguieron papeles en películas como The Rookie (El novato) y Biker Boyz. En 2005 personificó a Timo Cruz en la película Entrenador Carter. Gonzalez también aparece en el video "Hope" de Twista, que es la canción principal de Entrenador Carter.
Entre las películas en las que Gonzalez ha participado desde 2003 están Old School (junto a Luke Wilson, Vince Vaughn y Will Ferrell) como "Spanish", Laurel Canyon (2003) como Wyett, Subway Cafe (2004) como Vincent Young, La guerra de los mundos (2005) como Vincent, Roll Bounce (2005) como Naps, Pulse (2006) como Stone, First Snow (2006) como Andy López, Illegal Tender (2007) como Wilson DeLeon Jr., What We Do Is Secret (2007) como Pat Smear.
En TV tuvo apariciones en La ley y el orden (2000), Touched by an Angel (2001) como Ramone, ER (2001) como Jorge Escalona, Buffy la cazavampiros (2002) como Tomas, The Shield (2002), CSI: Miami (2006), Castle (2010) y Lie to Me (2010). Más recientemente apareció en la serie Reaper como Ben Gonzalez. 
En 2011 personificó a Jesús en el video musical de Lady Gaga para Judas.

## Filmografía

### Cine
| Año  | Título                  | Personaje     |
| ---- | ----------------------- | ------------- |
| 2013 | Make Your Move          | René          |
| 2011 | Emergo                  | Paul Ortega   |
| 2010 | Flying lessons          | Benjamin      |
| 2008 | Pride and Glory         | Eladio Casado |
| 2008 | The lucky 7             | Manny         |
| 2008 | The promotion           | Ernesto       |
| 2007 | In the Valley of Elah   | Rick Gonzales |
| 2007 | Illegal tender          | Wilson Jr.    |
| 2007 | What we do is secret    | Pat Smear     |
| 2006 | For your consideration  | Rick Gonzales |
| 2006 | Pulse                   | Stone         |
| 2006 | First snow              | Andy López    |
| 2005 | Roll bounce             | Naps          |
| 2005 | La guerra de los mundos | Vincent       |
| 2005 | Coach Carter            | Timo Cruz     |
| 2004 | Subway cafe             | Vincent Young |
| 2003 | Old School              | Spanish       |
| 2003 | Biker boyz              | Primo         |
| 2002 | Lauren canyon           | Wyatt         |
| 2002 | The Rookie              | Rudy Bonilla  |
| 2001 | Cocodrilo Dundee en LA  | Gangbanger    |
| 2000 | Puince of Central Park  | Gangbanger    |
| 2000 | Mambo Café              | Ricky         |

### Series de televisión
| Año       | Título                            | Personaje               | Cantidad de episodios |
| --------- | --------------------------------- | ----------------------- | --------------------- |
| 2017-2020 | DC's Legends of Tomorrow          | René Ramírez / Wild Dog | 2 episodios           |
| 2016-2020 | Arrow                             | René Ramírez / Wild Dog | 63 episodios          |
| 2016      | Mr. Robot                         | Isaac                   | 2 episodios           |
| 2011      | Bent                              | Arturo                  | preproducción         |
| 2011      | Traffic light                     | Charlie                 | 1 episodio            |
| 2010      | Dark Blue                         | Manny Aguilar           | 1 episodio            |
| 2010      | Lie to me                         | Raúl Campos             | 1 episodio            |
| 2010      | Cold Case                         | Tut'82                  | 1 episodio            |
| 2010      | Castle                            | Mickey Carlson          | 1 episodio            |
| 2009      | Medium                            | Juan Espinosa           | 1 episodio            |
| 2007-2009 | Reaper                            | Ben Gonzalez            | 13 episodios          |
| 2006      | CSI: Miami                        | Héctor Rivera           | 1 episodio            |
| 2006      | CSI                               | Marcus                  | 1 episodio            |
| 2002      | Buffy the Vampire Slayer          | Tomas                   | 1 episodio            |
| 2002      | The Shield                        | Lucas                   | 1 episodio            |
| 2001      | ER                                | Jorge Escalona          | 1 episodio            |
| 2002      | Boston Public                     | Juan Figgis             | 4 episodios           |
| 2001      | Nash bridges                      | Héctor                  | 1 episodio            |
| 2000      | Touched by an angel               | Ramone                  | 1 episodio            |
| 2000      | Law & order: Special Victims Unit | Alfonso                 | 1 episodio            |
| 1998      | Thincker than blood               | Sánchez                 |                       |